# جامعة بلكنت
جامعة بلكنت هي أول جامعة خاصة في تركيا اسسها البروفسور الدكتور احسان دوغراماجي لا تهدف للربح بل ان الهدف الأساسي من إنشاءها لتكون مركزا للتميز في مجال التعليم العالي والبحث العلمي.وان كلمة بلكنت هي اختصار ل "bilim kenti" ومعناها بالتركية «مدينة العلم والتعلم.» ويقع حرم الجامعة بعيدا عن الطريق السريع الرئيسي لإسكيشهير بحوالي 12 كيلومترا. (10 ميلا) إلى الغرب من وسط أنقرة، ونغطي مساحة أكثر من 500 هكتار (1200 فدان). وتصنف جامعة بلكنت # 129 عالميا ورقم 2 (بعد جامعة إسطنبول التقنية) على الصعيد الوطني في مجال الهندسة والتكنولوجيا (من قبل—كيو إس العالمي لتصنيف الجامعات 2009).

## الكليات والاقسام
- كلية الحقوق
- كلية العلوم
  - الكيمياء
  - الرياضيات
  - الفيزياء
  - البايولوجي&الجينات
- كليات الهندسة
  - هندسة الحاسبات
  - هندسة الكهرباء \ الإلكترون
  - الهندسة الصناعية
  - هندسة الميكانيك
- كلية الموسيقى والمسرح
  - الموسيقى
  - المسرح
- الكليات الإنسانية والادبية
  - اللغة والادب الإنكليزي
  - الادب والثقافة الأمريكية
  - علم الاثار
  - الادب التركي
  - الفلسفة
- كلية التربية
  - تربية التكنلوجية والحاسوب
  - تربية لغة إنكليزية
  - تهيئة معلمين
  - إدارة التعليم
  - التربية الرياضية
- كليات ال (اقتصاد، إدارة، سياسة)
  - الاقتصاد
  - العلاقات الدولية
  - علوم سياسية
  - علم النفس
  - التاريخ
- كلية التجارة
- الفنون الجميلة، التصميم والمعمار
  - التصميم والاتصال
  - الفنون الجميلة
  - تصميم الرسم البياني
  - المعمار الداخلي
  - المناظر الطبيعية والتصميم الخضري

## المدارس العليا
- اللغات التطبيقية الخارجية
- الخدمات المصرفية والمالية
- نظم المعلومات المحاسبية
- المترجم—ترجمة
- البرنامج التحضيري الفرنسية
- كلية التكنولوجيا التطبيقية والإدارة
- السياحة وإدارة الفنادق
- الكمبيوتر والتكنولوجيا ونظم المعلومات
- إدارة المعلومات التجارية

## مدارس مهنية
- تكنولوجيا الحاسوب وإدارة المكاتب
- 2 سنوات البرنامج: 
  - الكمبيوتر والتكنولوجيا والبرمجة
  - مكتب إدارة وسكرتارية
  - المحاسبة
  - التجارة وإدارة
- المدرسة البريطانية في اللغة (BUSEL) 
  - اللغة الإنجليزية لإعداد البرامج
  - اللغة الإنجليزية التطبيقية—قسم الترجمة التركية
  - كلية اللغة الإنجليزية وحدة التطوير الأكاديمي
- كلية السياحة وإدارة الفنادق 
  - 2 سنوات البرنامج:
- خدمات الضيافة

## المعاهد
- نظم العالم والاقتصادات ومعهد البحوث الاستراتيجية

المدير: أ.الدكتور أورهان جوفنان
- معهد العلوم التربوية

المدير: أ.الدكتور مارغريت ساندز
- معهد الاقتصاد والعلوم الاجتماعية

المدير: أ.الدكتور اردال إيريل
- معهد الفنون الجميلة

المدير: أ.الدكتور بولنت أزقتش
- كلية إدارة الأعمال

المدير: أ.الدكتور ايدوجان كورسات
- معهد العلوم والهندسة

المدير: أ.الدكتور محمد البارى
- معهد للموسيقى والفنون المسرحية

نائب المدير: أ.مساعد إشن متين

## تشكيلات الطلاب في الجامعة
- نادي الفكري القومي http://www.mdk.gen.tr
- نادي بلكنت السياحي http://www.bilkenttourismclub.org
- تجمع محبي نادي فنربخشة في بلكنت http://www.bilkentlifenerbahceliler.org
- تجمع محبي نادي غلطاسراي في بلكنت http://www.bilkentliaslanlar.org
- تجمع محبي نادي بيشكتاش في بلكنت http://www.bilkentlikartallar.org
- نادي إرشاد وتنوير الشباب http://www.gencaydinlanma.org
- نادي علم النفس http://ug.bcc.bilkent.edu.tr/~psykent
- تجمع طلاب الهندسة في بلكنت http://www.mtbilkent.com

... والكثير الكثير من التجمعات